# (31963) 2000 GE154
2000 GE154 (asteroide 31963) é um asteroide da cintura principal. Possui uma excentricidade de 0.10196770 e uma inclinação de 5.66771º.
Este asteroide foi descoberto no dia 6 de abril de 2000 por LONEOS em Anderson Mesa.